# 福岡高等裁判所那霸支部
福岡高等裁判所那霸支部（日语：／ Fukuoka kōtō saibansho Naha shibu */?），是日本福岡高等裁判所設置於沖繩縣那霸市的支部。

## 所在地
- 沖繩縣那霸市樋川1丁目14番1号

## 沿革
- 1950年8月1日 - 在「琉球民裁判所制」（美國民政府布告第12號）內設立「琉球上訴裁判所」。
- 1968年1月1日 - 《裁判所法》（1967年立法第125號）實施後，正式改名為「琉球高等裁判所」。
- 1972年5月15日 - 沖繩返還後，改名為「福岡高等裁判所那霸支部」。

## 管轄區域
在福岡高等裁判所的管轄範圍內，下列區域的訴訟案件由那霸支部管轄：
- 沖繩縣全境

## 外部リンク
- 福岡高等裁判所HP （页面存档备份，存于）